# Nova Deli
Nova Deli, Nova Delhi, Nova Déli ou Nova Délhi (em inglês, New Delhi, pronunciada [New Delhi] (escutarⓘ); em hindi: नई दिल्ली; romaniz.: Naī Dillī; em panjabi: ਨਵੀਂ ਦਿੱਲੀ, translit.: Navī̃ Dillī; em urdu: نئی دلی, translit.: Naī Dillī; em inglês: New Delhi) é a capital da Índia. Com uma área total de 42,7 km², Nova Délhi é dos 12 distritos e, ao mesmo tempo, uma das 3 municipalidades que compõem a cidade de Délhi (oficialmente Território da Capital Nacional de Délhi, uma das unidades federativas da Índia), e atualmente serve como sede do Governo da Índia, da República da Índia, além do governo do Território da Capital Nacional.
Projetada pelo arquiteto britânico Edwin Lutyens, a cidade é conhecida por seus bulevares amplos e cercados por árvores, e por ser sede de diversas instituições e monumentos nacionais. De 1911 até Proclamação da Independência da Índia em 1947, a cidade era a capital e centro administrativo da colônia e desde então manteve esse status.

## História
Existiram oito cidades designadas Deli, contíguas ou não, desde a primeira chamada Indraprashta, até à actual Deli.
No século XII foi capturada por Kutb-ud-Din, que a tornou capital do estado muçulmano em 1206. Mais tarde foi saqueada e, em 1526, caiu em poder do mongol Baber. Morto Aurangzeb, em 1707, o império iniciou o seu declínio, sendo a cidade saqueada pelos persas.
Em 1803 passa para a posse dos ingleses, mas foi governada por imperadores, sob a custódia da Companhia das Índias Orientais, até 1857, quando ocorreu a célebre Revolta dos Sipaios, com a captura e deposição do último imperador mongol.
Calcutá foi a capital da Índia até dezembro de 1911, durante o Raj britânico. Deli, no entanto, serviu como centro político e financeiro de diversos impérios da Índia antiga e medieval, especialmente do Império Mogol, que fez parte da Região do Panjabe de 1799 a 1849. No início do século XX, uma proposta foi feita à administração britânica para mudar a capital para Deli; ao contrário de Calcutá, que se localiza na costa oriental da Índia, Deli localiza-se no norte do país, e o governo da Índia Britânica decidiu que seria mais fácil administrar o extenso território a partir de lá. O rei George V, então Imperador da Índia, anunciou oficialmente a alteração da capital do Raj.
Nova Deli foi projetada ao sul da Cidade Antiga, construída pelo imperador mogol Shah Jahan. A cidade situa-se diante do sítio de sete antigas cidades, e inclui inúmeros monumentos históricos, como o Yantra Mandir e os Jardins de Lodhi.
Muito de Nova Deli foi projetada pelo empreiteiro local, Sir Sobha Singh, e pelo arquiteto britânico Edwin Lutyens; até os dias de hoje uma região da cidade é chamada de "Lutyens' Delhi" ("Deli de Lutyens"). A área administrativa central da cidade foi projetada como um testamento às pretensões imperiais britânicas; no coração da cidade estava o imponenete Rashtrapati Bhawan (conhecido então como Casa do Vice-Rei), sediado sobre o Monte Raisina. O Rajpath, também conhecido como King's Way ("Caminho do Rei"), estendia-se do Portão da Índia ao Rashtrapati Bhawan, em cujos flancos situa-se o Edifício do Secretariado, que abriga diversos ministérios do governo indiano. A Casa do Parlamento, projetada por Herbert Baker, localiza-se na Sansad Marg, rua que segue paralela ao Rajpath.
Após a independência da Índia, em 1947, uma autonomia limitada foi conferida a Nova Deli, que passou a ser administrada por um Comissário-Chefe, nomeado pelo governo indiano. Em 1956 Deli foi convertida num Território da União, e o comissário eventualmente foi substituído por um Tenente-Governador. A Constituição da Índia, em sua sexagésima-nona emenda, de 1991, declarou que o Território da União de Deli passaria a ser conhecido formalmente como Capital do Território Nacional de Deli. Um sistema de diarquia foi introduzido, através do qual o governo eleito recebia amplos poderes, com a exceção lei e da ordem, que permaneciam prerrogativas do governo central. A atual legislação foi implementada em 1993.

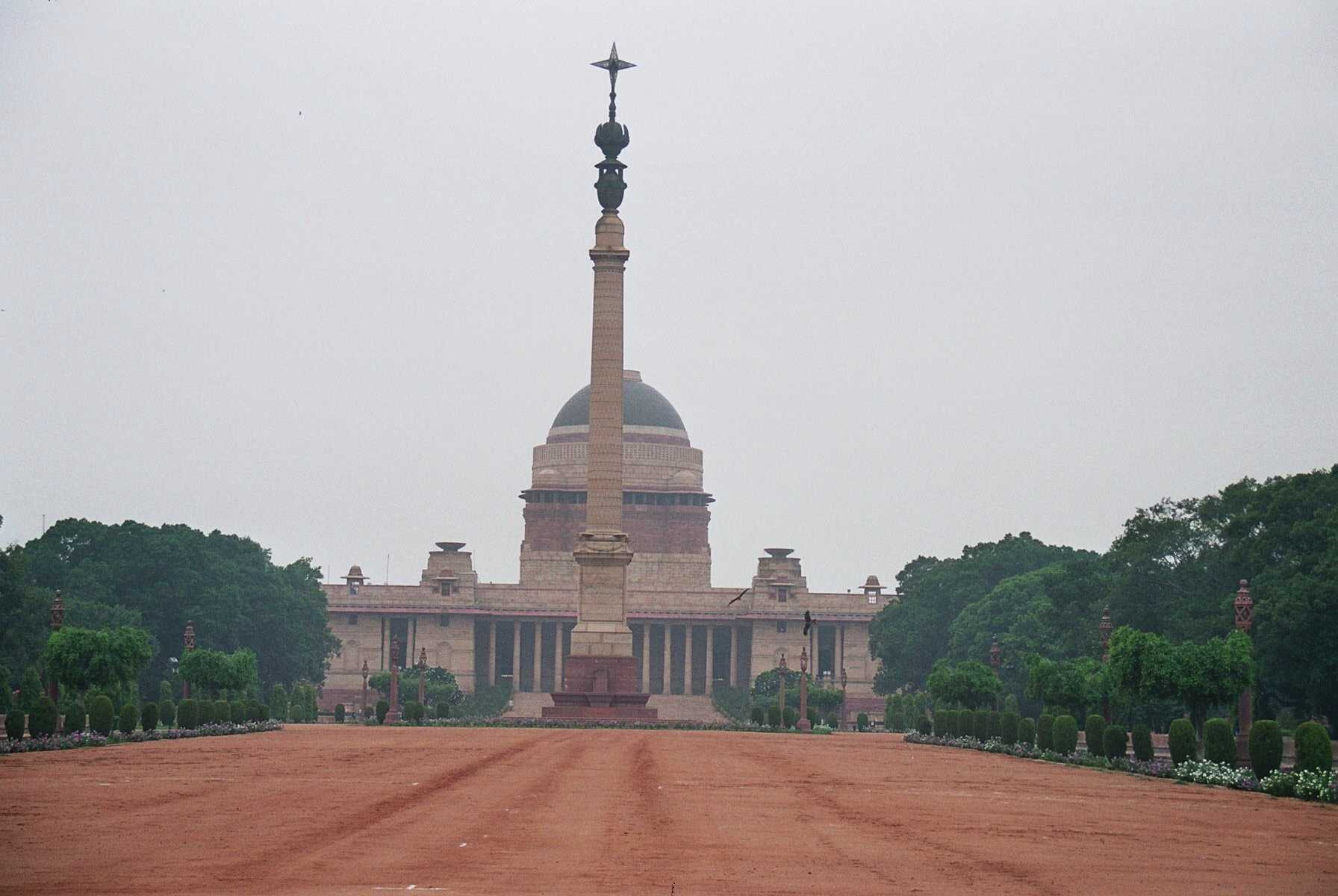
Palácio presidencial, o Rashtrapati Bhavan

Os monumentos mais importantes são, além do palácio Rashtrapati Bhawan, construído em arenito e mármore, que serve como residência oficial do presidente, o Arco Comemorativo da Primeira Guerra Mundial, construído em 1921, e os Templos Religiosos de Balmiki e Lakshminarayan, que foram frequentados por Mahatma Gandhi. Na cidade velha, em frente ao rio, levanta-se o Forte Vermelho, que rodeia um palácio mongol do século XVII. Na margem do Jumna também encontra-se Rajghat Samadhi, onde foi incinerado o corpo de Gandhi. De grande interesse existe também a Grande Mesquita, do século XVII, e a Mesquita Moti Masjid, construída por Aurangzeb.

## Geografia
Com uma área total de 42,7 km², Nova Deli forma uma pequena parte da área metropolitana de Deli, e se localiza na planície Indo-Gangética, motivo pelo qual existem poucas alterações na altitude da cidade. Nova Deli e as áreas que a circundam fizeram parte da Cordilheira de Aravali, porém atualmente restou apenas o Desfiladeiro de Deli. A cidade também se localiza nas redondezas do rio Yamuna, e sente os efeitos de suas cheias. A leste do rio está a região urbana de Shahdara. Nova Deli se localiza na zona sísmica IV, o que significa que está suscetível a grandes terremotos.
Nova Deli e a região ao seu redor apresenta um clima acentuadamente continental, devido à sua distância do litoral e das cadeias de montanha próximas. As temperaturas variam de 40 graus Celsius, durante o verão, a cerca de 4 graus durante o inverno. Deli possui um clima semiárido, com grandes variações entre as temperaturas em cada estação. Os verões são longos, do início de abril a outubro, com a estação das monções no meio; enquanto os invernos começam em novembro e têm o seu auge em janeiro. A média de temperatura anual é de 25 °C; as médias mensais variam de 14 a 33 °C. A média anual de pluviosidade é de cerca de 714 mm, na maior parte ocorridas justamente durante as monções de julho e agosto.
| Dados climatológicos para Nova Deli, Índia | Dados climatológicos para Nova Deli, Índia | Dados climatológicos para Nova Deli, Índia | Dados climatológicos para Nova Deli, Índia | Dados climatológicos para Nova Deli, Índia | Dados climatológicos para Nova Deli, Índia | Dados climatológicos para Nova Deli, Índia | Dados climatológicos para Nova Deli, Índia | Dados climatológicos para Nova Deli, Índia | Dados climatológicos para Nova Deli, Índia | Dados climatológicos para Nova Deli, Índia | Dados climatológicos para Nova Deli, Índia | Dados climatológicos para Nova Deli, Índia | Dados climatológicos para Nova Deli, Índia |
| Mês                                        | Jan                                        | Fev                                        | Mar                                        | Abr                                        | Mai                                        | Jun                                        | Jul                                        | Ago                                        | Set                                        | Out                                        | Nov                                        | Dez                                        |                                            |
| ------------------------------------------ | ------------------------------------------ | ------------------------------------------ | ------------------------------------------ | ------------------------------------------ | ------------------------------------------ | ------------------------------------------ | ------------------------------------------ | ------------------------------------------ | ------------------------------------------ | ------------------------------------------ | ------------------------------------------ | ------------------------------------------ | ------------------------------------------ |
| Temperatura máxima média (°C)              | 18                                         | 23                                         | 28                                         | 36                                         | 39                                         | 37                                         | 34                                         | 33                                         | 33                                         | 31                                         | 27                                         | 21                                         |                                            |
| Temperatura mínima média (°C)              | 7                                          | 11                                         | 15                                         | 22                                         | 26                                         | 27                                         | 27                                         | 26                                         | 24                                         | 19                                         | 19                                         | 8                                          |                                            |
| Fonte: www.wunderground.com 2008-09-24     |                                            |                                            |                                            |                                            |                                            |                                            |                                            |                                            |                                            |                                            |                                            |                                            |                                            |

## Governo
A partir de 2005, a estrutura governamental do Conselho Municipal de Nova Délhi inclui um diretor-executivo, três membros da Assembleia Legislativa da cidade, dois membros nomeados pelo Ministro-Chefe do Território da Capital Nacional e cinco membros indicados pelo governo central. O atual ministro-chefe do NCT é Sheila Dikshit. De acordo com a constituição da Índia, se uma lei que for promulgada pela assembleia legislativa de Délhi entrar em contradição com qualquer outra lei aprovada pelo Parlamento da Índia, então a lei promulgada pelo parlamento deverá prevalecer sobre a lei promulgada pela assembleia.
Enquanto Nova Deli é administrada pelo seu próprio governo municipal, outras áreas urbanas da metrópole são governadas pela Corporação Municipal de Délhi e, como tal, não são consideradas parte da capital. No entanto, toda a metrópole de Délhi é conhecida comummente como 'Nova Deli', em contraste à 'Velha Deli'.

## Estrutura urbana
Boa parte de Nova Deli foi projetada por Edwin Lutyens, um dos principais arquitetos britânicos do século XX, e recebeu até mesmo o nome de "Lutyens' Delhi". Lutyens distribuiu a área administrativa da cidade em torno de duas esplanadas, chamadas Rajpath ("Caminho do Rei") e Janpath ("Caminho da Rainha"). O Rajpath se estende do palácio de Rashtrapati Bhavan até o Portão da Índia, enquanto o Janpath se inicia no Connaught Circus, cruzando outra importante via, o Shantipath, em ângulos retos. 19 embaixadas estrangeiras estão localizadas no Shantipath ("Caminho da Paz"), o que faz dele o maior enclave diplomático no país.
No coração da cidade se encontra o imponente palácio de Rashtrapati Bhavan, antiga residência do Vice-Rei. Nas proximidades está o Secretariado, sede de diversos ministérios do Governo da Índia. O Edifício do Parlamento se localiza no Sansad Marg, via paralela ao Rajpath. A Connaught Place é uma grande área circular, comercial, em Nova Deli, modelada a partir do Royal Crescent, na Inglaterra; doze ruas separadas saem do anel externo da Connaught Place, um deles o Janpath.

## Transporte

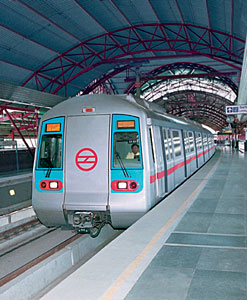
Estação do Metrô de Délhi

Como uma cidade planejada, Nova Deli tem diversas estradas arteriais, muitas das quais assumiram um status icônico, como o Rajpath, Janpath e a Akbar Road. Em 2005 o número de veículos privados era responsável por 30% do total da demanda por transporte na área metropolitana de Nova Deli. Este número, no entanto, pode ser ainda maior, já que o serviço de ônibus é restrito em diversas partes da capital, por motivos de segurança. A construção e manutenção de ruas e vias urbanas é responsabilidade primária do Departamento de Engenharia Civil. O metrô é um aspecto comum por toda a Nova Deli; em 2008 existiam 15 estações em funcionamento. Em 1971, a responsabilidade administrativa da Delhi Transport Corporation (DTC, "Corporação de Transportes de Deli") foi transferida da Corporação Municipal de Deli (NDMC) para o Governo da Índia; em 2007 existiam 2700 pontos de ônibus na cidade, dos quais 200 haviam sido construídos e eram mantidos pela NMDC, e o resto pela DTC.
O Metrô de Deli, construído e operado pela companhia Delhi Metro Rail Corporation (DMRC), liga a cidade com o resto da metrópole de Deli. Através de um acordo com a NDMC, a DMRC pode adquirir terra para a construção de trilhos e estações do metrô dentro da cidade, sem quaisquer implicações financeiras. A NDMC também construiu complexos de estacionamentos, com diversos andares, em colaboração com a DMRC, em diversas estações de metrô por toda a cidade, de modo a aumentar o número de vagas.

## Demografia
Em 2001, Nova Deli tinha uma população de 295 000 habitantes, enquanto o Território da Capital Nacional tinha uma população de 9,81 milhões de habitantes., o que fazia dela a segunda área metropolitana da Índia em população, atrás apenas de Bombaim.
Existiam 925 mulheres para cada 1000 homens no NCT, e a taxa de alfabetização é de 81,67%.
O hinduísmo é a religião de 82% da população de Deli, da qual Nova Deli é apenas uma parte. Existem também grandes comunidades de muçulmanos (11,7%), sikhs (4,0%), jainistas (1,1%) e cristãos (0,9%) em Deli. Outras minorias incluem os parses, budistas e judeus.
O hindi é o principal idioma (oral e escrito) da cidade. Outras línguas comumente faladas são o inglês, o panjabi e o urdu. Grupos linguísticos de todas as regiões do país estão bem representados na cidade; entre eles o maithili, haryanvi, canarês, telugu, bengali, marata e tâmil.

## Economia
Nova Deli é o centro de governo e de administração. As duas cidades, Velha Deli e Nova Deli funcionam como uma só cidade. A capital está ligada por via férrea e avião com Bombaim, Calcutá e Madras. O seu sector industrial resume-se a uma indústria ligeira variada, onde se destaca a têxtil, que produz artigos de algodão, tecidos e telas. A produção de joias e a imprensa também são significativas.
Perto da cidade existem diversas instituições educativas de carácter superior e muitas delas correspondem a centros de investigação científica.

## Turismo

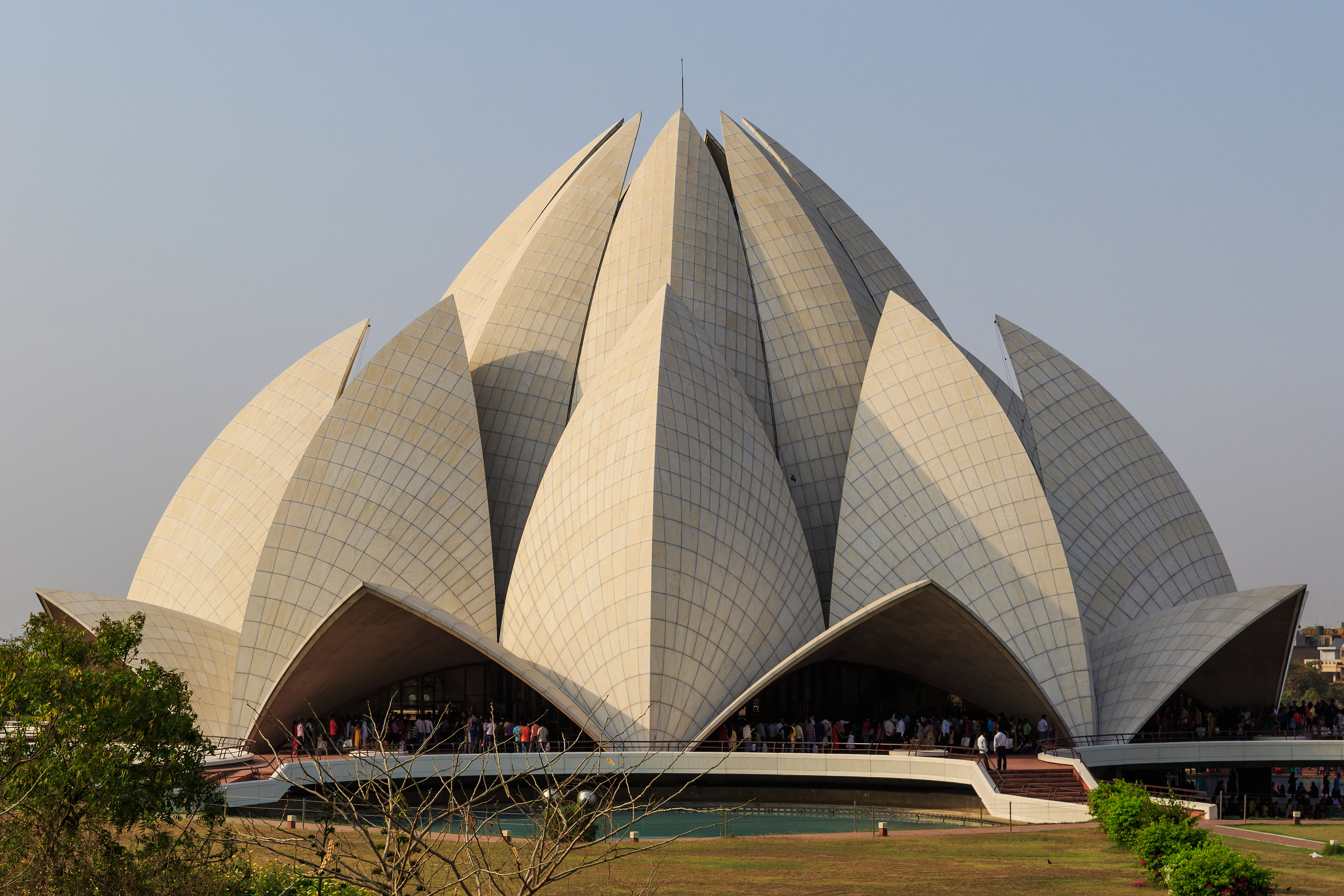
Templo de Lótus, uma das maiores casas de adoração da Fé Bahá'í

Uma das cidades mais antigas do mundo e palco de manifestações culturais ao longo da história, Nova Deli conserva centenas de monumentos. A zona histórica de Velha Deli possui várias mesquitas e fortalezas, sendo cercada por uma muralha antiga. Além de monumentos históricos, Nova Deli também é a sede prédios do governo indiano.
As principais atrações turísticas são:
- Porta da Índia
- Túmulo de Humayun
- Rashtrapati Bhavan
- Qutab Minar
- Templo de Akshardham
- Forte Vermelho
- Jama Masjid
- Jantar Mantar
- Templo de Lótus